# Boe Boem, de weg naar huis
Boe Boem, de Weg naar huis (originele titel Bu-Bum! La strada verso casa) is een Italiaanse animatieserie, bedacht door Maurizio Forestieri voor Rai Gulp. De serie telt 26 afleveringen. Behalve in Italië is de serie ook in nagesynchroniseerde vorm uitgezonden in Vlaanderen op Ketnet. De serie is ontwikkeld door studio Graphilm.

## Plot
De serie speelt in Italië tijdens de laatste dagen van de Tweede Wereldoorlog. Centraal staat jongen die samen met zijn ouders moet vluchten voor het oorlogsgeweld. Als gevolg van een luchtaanval raakt hij echter van zijn ouders gescheiden. Door de schok verliest hij tevens zijn stem, en kan vanaf dan nog slechts 2 woorden zeggen; Boe Boem. Dat is dan ook de naam waar iedereen hem vanaf dan bij noemt.
Boe Boem wordt echter al snel gevonden door een groep dieren bestaande uit het legerpaard Leoncavallo, een kat genaamd Aurelia, een haan genaamd Christopher (die vooral opvalt omdat hij een bezem als staart heeft), een Amerikaanse bulldog genaamd Jack (die door de Geallieerden per ongeluk per parachute in Italië is gedropt) en Bee-bee 17, een bij.  Samen trekken ze door het door oorlog verscheurde Italië op zoek naar Boe Boems ouders, met als enige aanwijzing een foto die Boe Boem bij zich heeft. 